# Ахундова, Эльмира Гусейн кызы
Эльмира Гусейн кызы Ахундова (азерб. Elmira Hüseyn qızı Axundova, род. 26 мая 1953, Раменский район, Московская область) — азербайджанский писатель и государственный деятель. Народный писатель Азербайджана (2018). Депутат Национального собрания Азербайджана III, IV, V созывов (2005—2020). Посол Азербайджана на Украине (2020—2023).

## Биография
Родилась 26 мая 1953 года в Раменском районе Московской области. После окончания средней школы при Бакинском хореографическом училище поступила в техникум на специальность «стенография».
В 1976 году с отличием окончила филологический факультет Азербайджанского государственного университета.
Трудовую деятельность начала в 1971 году в качестве стенографистки.
В 1977—1980 годах являлась младшим редактором Азербайджанского государственного комитета по телевидению и радиовещанию.
С 1980 по 1988 год работала референтом и консультантом Союза писателей Азербайджана. С 1988 по 1991 год явлалась старшим научным сотрудником отдела литературы Южного Азербайджана Института литературы имени Низами НАНА.
В 1984 году защитила диссертацию на соискание учёной степени кандидата филологических наук.
С 1990 по 1998 год — собственный корреспондент Литературной газеты по Азербайджану. С 1993 по 2002 год — собственный корреспондент Радио «Свобода».
С 2002 года — доцент кафедры теории и практики перевода Бакинского славянского университета.
С 2005 по 2020 год являлась депутатом Милли Меджлиса Азербайджана. Являлась членом комитета Милли Меджлиса по труду и социальной политике, членом комитета Милли Меджлиса по культуре, руководителем парламентской группы дружбы Азербайджан—Люксембург, заместителем председателя Комиссии по культуре, информации, туризму и спорту Межпарламентской ассамблеи СНГ. Член Комиссии по помилованию при президенте Азербайджана.
25 мая 2018 года за большие заслуги в развитии азербайджанской литературы Эльмире Ахундовой было присвоено почётное звание «Народного писателя».
Чрезвычайный и полномочный посол Азербайджана на Украине. Постоянный представитель Азербайджана при Организации за демократию и экономическое развитие (12 марта 2020 — 23 мая 2023).
25 мая 2023 года распоряжением Президента Азербайджанской Республики Эльмира Ахундова за многолетнюю плодотворную деятельность в общественно-политической и культурной жизни Азербайджанской Республики награждена орденом «За заслуги перед Отечеством» 2-й степени.

## Произведения
- Ходжалы: хроника геноцида.
- Анар Мамедханов: судьба капитана[11]
- Искрящийся родник духовности[12]
- Ильхам Алиев: портрет президента на фоне перемен[13]
- Гейдар Алиев: личность и эпоха[14]
- Антология поэзии Южного Азербайджана[15]

## Награды и звания
- Орден «Слава» (23 мая 2003 года) — за заслуги в развитии азербайджанской журналистики[16]
- Орден «За службу Отечеству» 2-й степени (25 мая 2023 года) — за многолетнюю плодотворную деятельность в общественно-политической и культурной жизни Азербайджанской Республики[17]
- Народный писатель Азербайджана (25 мая 2018 года) — за большие заслуги в развитии азербайджанской литературы[18]
- Заслуженный журналист Азербайджана (21 июля 2005 года) — по случаю 130-летия национальной прессы Азербайджана, за заслуги в развитии журналистики[19]
- Почётный диплом Президента Азербайджанской Республики (24 мая 2013 года) — за активное участие в общественно-политической жизни Азербайджанской Республики[20]
- Государственная премия Азербайджана (27 мая 2014 года) — за шеститомную документально-биографическую книгу «Гейдар Алиев. Личность и эпоха»[21]
- Медаль «За укрепление парламентского сотрудничества» (16 апреля 2015 года, Межпарламентская ассамблея СНГ) — за особый вклад в развитие парламентаризма, укрепление демократии, обеспечение прав и свобод граждан в государствах — участниках Содружества Независимых Государств[22]
- Медаль «МПА СНГ. 25 лет» (27 марта 2017 года, Межпарламентская ассамблея СНГ) — за заслуги в деле развития и укрепления парламентаризма, за вклад в развитие и совершенствование правовых основ функционирования Содружества Независимых Государств, укрепление международных связей и межпарламентского сотрудничества[23]
- Почётная грамота Совета МПА СНГ (24 ноября 2016 года, Межпарламентская ассамблея СНГ) — за активное участие в деятельности Межпарламентской Ассамблеи и её органов, вклад в укрепление дружбы между народами государств — участников Содружества Независимых Государств[24]
- Благодарственное письмо ректора Днепрского национального технического университета (2022, Днепр, Украина)[25]
- Медаль Льва Толстого (2014)[26]
- Медаль Низами Гянджеви (2022, ТЮРКСОЙ)[27]